# Torneo Clausura 2016 (Chile)
El Campeonato Nacional de Primera División de la Asociación Nacional de Fútbol Profesional 2015-16 fue el primer torneo del año 2016 de la Primera División del fútbol chileno y el segundo de la temporada 2015-16, organizado por la Asociación Nacional de Fútbol Profesional de Chile (ANFP).
Luego de seis años de sequía (último título conseguido en 2010), Universidad Católica se coronó campeón por undécima vez en su historia tras una reñida lucha con sus perseguidores Colo Colo y O'Higgins.

## Sistema de campeonato
Se jugaron 15 fechas, bajo el sistema conocido como todos contra todos, en una sola rueda. En este torneo se observará el sistema de puntos, de acuerdo a la reglamentación de la Internacional F.A. Board, asignándose tres puntos, al equipo que resulte ganador; un punto, a cada uno en caso de empate; y cero puntos al perdedor.
El orden de clasificación de los equipos, se determinará en una tabla de cómputo general, de la siguiente manera:
- 1) Mayor cantidad de puntos
- 2) Mayor diferencia de goles a favor; en caso de igualdad;
- 3) Mayor cantidad de goles convertidos; en caso de igualdad;
- 4) Mayor cantidad de goles de visita marcados; en caso de igualdad;
- 5) Menor cantidad de tarjetas rojas recibidas; en caso de igualdad;
- 6) Menor cantidad de tarjetas amarillas recibidas; en caso de igualdad;
- 7) Sorteo.

En cuanto al campeón del torneo, se definirá de acuerdo al siguiente sistema:
- A) Mayor cantidad de puntos obtenidos; en caso de igualdad;
- B) Partido de definición en cancha neutral.

En caso de que la igualdad sea de más de dos equipos, esta se dejará reducida a dos clubes,
de acuerdo al orden de clasificación de los equipos determinado anteriormente.

## Clasificación a torneos internacionales
Copa Libertadores de América 2017
El campeón de este torneo, es el equipo que obtendrá el derecho a participar en la Copa Libertadores 2017, obteniendo el cupo de Chile 1. Por su parte, el cupo de Chile 3 para la Copa Libertadores 2017, será para el equipo que se corona campeón de la Copa Chile 2016.
Copa Sudamericana 2016
Chile 2: Ganador de la final de la Liguilla de este torneo. Chile 3: el equipo que obtenga el mayor puntaje, en la Tabla general acumulada Temporada 2015-16. Chile 4: El equipo que obtenga el segundo mayor puntaje, en la Tabla general acumulada Temporada 2015-16 en desmedro del cupo original Chile 4 que fue Colo Colo al ser el subcampeón de Copa Chile MTS 2015, el cual no puede ejercerlo al haber participado en la Copa Libertadores 2016.

## Descenso
Finalizando el presente Torneo Clausura, los clubes que se ubiquen en las posiciones 15.ª y 16.ª, de la tabla de cómputo general de las fases regulares de los Torneos de Apertura y Clausura de la Temporada 2015-2016 (Tabla general acumulada), descenderán en forma automática a la Primera B y ascenderán dos clubes de Primera B a Primera División (uno por la tabla acumulada y el otro por el reducido de 8 equipos).
En el evento que durante el desarrollo del campeonato, un equipo fuere sancionado por un órgano competente de la ANFP o externo y producto de esa sanción, se determinará su suspensión y/o descenso a la categoría inmediatamente inferior, este equipo ocupará el último lugar de la tabla general, que decreta el descenso a Primera B en la Temporada 2016-17.
Producido el hecho señalado en el artículo precedente, respecto a los puntos disputados o por disputar que correspondan con el equipo sancionado, si la suspensión, descenso o desafiliación, se produce en el transcurso del campeonato, los puntos disputados o por disputarse por el equipo sancionado y los equipos que jugaron o jugarán con él, se considerarán como nulos.

## Árbitros
Esta es la lista de todos los árbitros disponibles que podrán dirigir partidos este torneo. (La lista de árbitros completa se encuentra en la ANFP, sección Institucional, sección Árbitros).
| Lista de árbitros para el torneo 2015-16 |
| Angelo Hermosilla                        |
| Carlos Ulloa                             |
| César Deischler                          |
| Claudio Puga                             |
| Cristián Andaur                          |
| Enrique Osses                            |
| Felipe González                          |
| Francisco Gilabert                       |
| Franco Arrué                             |
| Jorge Osorio                             |
| Julio Bascuñán                           |
| Patricio Polic                           |
| Piero Maza                               |
| Rafael Troncoso                          |
| Roberto Tobar                            |

## Datos de los clubes
| Equipos participantes          |                      |                          |                                  |        |              |                   |
| Equipo                         | Entrenador           | Ciudad                   | Estadio                          | Cap.   | Marca        | Auspiciador       |
| Audax Italiano                 | Jorge Pellicer       | Santiago (La Florida)    | Bicentenario de La Florida       | 12.000 | KS7          | Traverso          |
| Cobresal                       | Dalcio Giovagnoli    | El Salvador              | El Cobre                         | 20.752 | Lotto        | PF                |
| Colo-Colo                      | José Luis Sierra     | Santiago (Macul)         | Monumental                       | 45.347 | Under Armour | DirecTV           |
| Deportes Antofagasta           | Beñat San José       | Antofagasta              | Calvo y Bascuñán                 | 21.178 | Cafu         | Escondida         |
| Deportes Iquique               | Jaime Vera Rodríguez | Iquique                  | Tierra de Campeones              | 12.000 | Lotto        | UNAP              |
| Huachipato                     | Miguel Ponce         | Talcahuano               | Huachipato-CAP Acero             | 10.022 | Mitre        |                   |
| O'Higgins                      | Cristián Arán        | Rancagua                 | El Teniente                      | 15.600 | New Balance  | VTR               |
| Palestino                      | Nicolás Córdova      | Santiago (La Cisterna)   | Municipal de La Cisterna         | 12.000 | Training     | Bank of Palestine |
| San Luis de Quillota           | Miguel Ramírez       | Quillota                 | Lucio Fariña Fernández           | 7.703  | Dalponte     | PF                |
| San Marcos de Arica            | Emiliano Astorga     | Arica                    | Carlos Dittborn                  | 10.000 | Walon        | TPA               |
| Santiago Wanderers             | Alfredo Arias        | Valparaíso               | Elías Figueroa Brander           | 23.000 | Macron       | TPS               |
| Unión Española                 | Vladimir Bigorra     | Santiago (Independencia) | Santa Laura Universidad-SEK      | 22.000 | Joma         | Universidad SEK   |
| Unión La Calera                | Leonardo Ramos       | La Calera                | Nicolás Chahuán Nazar            | 10.000 | Training     | PF                |
| Universidad Católica           | Mario Salas          | Santiago (Las Condes)    | San Carlos de Apoquindo          | 20.000 | Umbro        | DirecTV           |
| Universidad de Chile           | Sebastián Beccacece  | Santiago (Ñuñoa)         | Nacional Julio Martínez Pradanos | 48.745 | Adidas       | Claro             |
| Universidad de Concepción      | Ronald Fuentes       | Concepción               | Ester Roa Rebolledo              | 35.000 | KS7          | UdeC              |
| Datos el 14 de febrero de 2016 |                      |                          |                                  |        |              |                   |

### Cambios de entrenadores
Los entrenadores interinos aparecen en cursiva.
| Equipo              | Entrenador (jornadas)                                |
| ------------------- | ---------------------------------------------------- |
| San Marcos de Arica | Marco Antonio Figueroa (1-3) Emiliano Astorga (4-15) |
| Unión La Calera     | Miguel Riffo (1-5) Leonardo Ramos (6-15)             |
| Unión Española      | Fernando Vergara (1-11) Vladimir Bigorra (12-15)     |

## Equipos por región
| Región               | N.º | Equipos                                                                                           |
| -------------------- | --- | ------------------------------------------------------------------------------------------------- |
| Región Metropolitana | 6   | Audax Italiano, Colo-Colo, Palestino, Unión Española, Universidad Católica y Universidad de Chile |
| Valparaíso           | 3   | San Luis, Santiago Wanderers y Unión La Calera                                                    |
| Biobío               | 2   | Huachipato y Universidad de Concepción                                                            |
| Arica y Parinacota   | 1   | San Marcos de Arica                                                                               |
| Tarapacá             | 1   | Deportes Iquique                                                                                  |
| Antofagasta          | 1   | Deportes Antofagasta                                                                              |
| Atacama              | 1   | Cobresal                                                                                          |
| O'Higgins            | 1   | O'Higgins                                                                                         |
| Total                | 16  |                                                                                                   |

| San Marcos de Arica Deportes Iquique Deportes Antofagasta Cobresal San Luis Unión La Calera Santiago Wanderers Equipos de Santiago O'Higgins Huachipato U. de Concepción |
| San Marcos de Arica Deportes Iquique Deportes Antofagasta Cobresal San Luis Unión La Calera Santiago Wanderers Equipos de Santiago O'Higgins Huachipato U. de Concepción |

| San Marcos de Arica Deportes Iquique Deportes Antofagasta Cobresal San Luis Unión La Calera Santiago Wanderers Equipos de Santiago O'Higgins Huachipato U. de Concepción |

| Audax Italiano Universidad de Chile Colo-Colo Universidad Católica Unión Española Palestino |

## Clasificación
| Pos. | Equipo                    | Pts. | PJ | G | E | P | GF | GC | Dif. |  |
| ---- | ------------------------- | ---- | -- | - | - | - | -- | -- | ---- |  |
| 1    | Universidad Católica (C)  | 29   | 15 | 9 | 2 | 4 | 33 | 25 | +8   |  |
| 2    | Colo-Colo                 | 28   | 15 | 8 | 4 | 3 | 19 | 11 | +8   |  |
| 3    | O'Higgins                 | 28   | 15 | 8 | 4 | 3 | 28 | 24 | +4   |  |
| 4    | Palestino                 | 25   | 15 | 6 | 7 | 2 | 24 | 18 | +6   |  |
| 5    | Universidad de Concepción | 25   | 15 | 8 | 1 | 6 | 22 | 24 | −2   |  |
| 6    | Santiago Wanderers        | 23   | 15 | 6 | 5 | 4 | 31 | 26 | +5   |  |
| 7    | Deportes Antofagasta      | 21   | 15 | 6 | 3 | 6 | 23 | 18 | +5   |  |
| 8    | Deportes Iquique          | 19   | 15 | 4 | 7 | 4 | 23 | 22 | +1   |  |
| 9    | Huachipato                | 19   | 15 | 4 | 7 | 4 | 26 | 27 | −1   |  |
| 10   | Universidad de Chile      | 16   | 15 | 3 | 7 | 5 | 29 | 25 | +4   |  |
| 11   | San Luis de Quillota      | 16   | 15 | 3 | 7 | 5 | 22 | 25 | −3   |  |
| 12   | Audax Italiano            | 16   | 15 | 3 | 7 | 5 | 16 | 19 | −3   |  |
| 13   | Unión Española            | 15   | 15 | 2 | 9 | 4 | 20 | 24 | −4   |  |
| 14   | Cobresal                  | 14   | 15 | 3 | 5 | 7 | 14 | 21 | −7   |  |
| 15   | San Marcos de Arica       | 12   | 15 | 2 | 6 | 7 | 10 | 17 | −7   |  |
| 16   | Unión La Calera           | 11   | 15 | 2 | 5 | 8 | 16 | 30 | −14  |  |

Actualizado a los partidos jugados el 30 de abril de 2016.
 Fuente: RSSSF
     Campeón. Clasifica a la Copa Libertadores.
     Clasifica a la Liguilla Pre-Sudamericana.

## Evolución de la tabla de posiciones
| Equipo / Fecha            | 01 | 02 | 03 | 04 | 05 | 06 | 07 | 08 | 09 | 10 | 11 | 12 | 13 | 14 | 15 |
| ------------------------- | -- | -- | -- | -- | -- | -- | -- | -- | -- | -- | -- | -- | -- | -- | -- |
| Universidad Católica      | 6  | 3  | 1  | 1  | 1  | 3  | 3  | 3  | 2  | 2  | 1  | 1  | 1  | 2  | 1  |
| Colo-Colo                 | 9  | 4  | 3  | 5  | 4  | 2  | 1  | 1  | 1  | 1  | 2  | 2  | 4  | 3  | 2  |
| O'Higgins                 | 1  | 7  | 7  | 10 | 7  | 6  | 6  | 7  | 5  | 6  | 4  | 3  | 2  | 1  | 3  |
| Palestino                 | 4  | 6  | 2  | 2  | 2  | 1  | 2  | 2  | 4  | 4  | 5  | 6  | 6  | 5  | 4  |
| Universidad de Concepción | 15 | 8  | 11 | 12 | 15 | 12 | 10 | 10 | 8  | 5  | 6  | 5  | 5  | 6  | 5  |
| Santiago Wanderers        | 3  | 1  | 4  | 3  | 5  | 5  | 5  | 4  | 3  | 3  | 3  | 4  | 3  | 4  | 6  |
| Deportes Antofagasta      | 10 | 12 | 15 | 8  | 11 | 9  | 8  | 5  | 6  | 7  | 8  | 7  | 7  | 7  | 7  |
| Deportes Iquique          | 5  | 9  | 9  | 9  | 12 | 13 | 12 | 11 | 13 | 10 | 9  | 10 | 8  | 9  | 8  |
| Huachipato                | 2  | 5  | 6  | 4  | 3  | 4  | 4  | 6  | 7  | 8  | 7  | 9  | 11 | 11 | 9  |
| Universidad de Chile      | 8  | 2  | 5  | 6  | 8  | 8  | 7  | 8  | 9  | 9  | 10 | 8  | 9  | 8  | 10 |
| San Luis de Quillota      | 12 | 13 | 14 | 15 | 9  | 14 | 14 | 13 | 15 | 15 | 14 | 12 | 13 | 12 | 11 |
| Audax Italiano            | 13 | 15 | 10 | 7  | 6  | 7  | 9  | 9  | 10 | 11 | 11 | 13 | 10 | 10 | 12 |
| Unión Española            | 7  | 10 | 8  | 11 | 14 | 11 | 13 | 12 | 14 | 14 | 15 | 14 | 14 | 13 | 13 |
| Cobresal                  | 11 | 11 | 13 | 14 | 10 | 10 | 11 | 14 | 11 | 12 | 12 | 11 | 12 | 14 | 14 |
| San Marcos de Arica       | 14 | 14 | 16 | 16 | 16 | 16 | 16 | 16 | 16 | 16 | 16 | 15 | 15 | 15 | 15 |
| Unión La Calera           | 16 | 16 | 12 | 13 | 13 | 15 | 15 | 15 | 12 | 13 | 13 | 16 | 16 | 16 | 16 |

## Resultados
| Fecha 1              | Fecha 1   | Fecha 1                   | Fecha 1                 | Fecha 1     | Fecha 1 |
| Local                | Resultado | Visita                    | Estadio                 | Fecha       | Hora    |
| -------------------- | --------- | ------------------------- | ----------------------- | ----------- | ------- |
| O'Higgins            | 4-0       | Unión La Calera           | El Teniente             | 15 de enero | 19:30   |
| San Marcos de Arica  | 0-2       | Santiago Wanderers        | Carlos Dittborn         | 15 de enero | 22:00   |
| Colo-Colo            | 1-1       | Unión Española            | Monumental              | 16 de enero | 17:00   |
| Huachipato           | 3-0       | Universidad de Concepción | Huachipato-CAP          | 16 de enero | 19:30   |
| San Luis             | 0-0       | Cobresal                  | Lucio Fariña            | 16 de enero | 22:00   |
| Deportes Antofagasta | 1-1       | Universidad de Chile      | Calvo y Bascuñán        | 17 de enero | 17:00   |
| Universidad Católica | 2-2       | Deportes Iquique          | San Carlos de Apoquindo | 17 de enero | 19:30   |
| Palestino            | 2-1       | Audax Italiano            | La Cisterna             | 18 de enero | 18:00   |

| Fecha 2                   | Fecha 2   | Fecha 2              | Fecha 2             | Fecha 2     | Fecha 2 |
| Local                     | Resultado | Visita               | Estadio             | Fecha       | Hora    |
| ------------------------- | --------- | -------------------- | ------------------- | ----------- | ------- |
| Santiago Wanderers        | 3-1       | San Luis             | Elías Figueroa      | 22 de enero | 18:30   |
| Deportes Iquique          | 1-1       | Huachipato           | Tierra de Campeones | 22 de enero | 21:00   |
| Audax Italiano            | 0-3       | Colo-Colo            | La Florida          | 23 de enero | 17:30   |
| Universidad de Concepción | 2-1       | Deportes Antofagasta | Huachipato-CAP      | 23 de enero | 19:45   |
| Unión La Calera           | 1-4       | Universidad Católica | Lucio Fariña        | 23 de enero | 22:00   |
| Universidad de Chile      | 8-1       | O'Higgins            | Nacional            | 24 de enero | 17:00   |
| Unión Española            | 1-1       | Palestino            | Santa Laura         | 24 de enero | 19:30   |
| Cobresal                  | 0-0       | San Marcos de Arica  | El Cobre            | 24 de enero | 22:00   |

| Fecha 3              | Fecha 3   | Fecha 3                   | Fecha 3                 | Fecha 3      | Fecha 3 |
| Local                | Resultado | Visita                    | Estadio                 | Fecha        | Hora    |
| -------------------- | --------- | ------------------------- | ----------------------- | ------------ | ------- |
| San Luis             | 1-1       | Universidad de Chile      | Lucio Fariña            | 27 de enero  | 20:00   |
| Deportes Antofagasta | 1-2       | Audax Italiano            | Calvo y Bascuñán        | 29 de enero  | 19:45   |
| Colo-Colo            | 1-0       | Cobresal                  | Monumental              | 30 de enero  | 17:00   |
| Huachipato           | 3-3       | Unión Española            | Huachipato-CAP          | 30 de enero  | 19:30   |
| San Marcos de Arica  | 0-1       | Unión La Calera           | Carlos Dittborn         | 30 de enero  | 22:00   |
| Universidad Católica | 4-2       | Santiago Wanderers        | San Carlos de Apoquindo | 31 de enero  | 17:00   |
| O'Higgins            | 0-0       | Deportes Iquique          | El Teniente             | 31 de enero  | 19:30   |
| Palestino            | 3-0       | Universidad de Concepción | La Cisterna             | 1 de febrero | 18:00   |

| Fecha 4                   | Fecha 4   | Fecha 4              | Fecha 4             | Fecha 4      | Fecha 4 |
| Local                     | Resultado | Visita               | Estadio             | Fecha        | Hora    |
| ------------------------- | --------- | -------------------- | ------------------- | ------------ | ------- |
| Santiago Wanderers        | 3-1       | O'Higgins            | Elías Figueroa      | 5 de febrero | 19:30   |
| Audax Italiano            | 1-0       | San Luis             | La Florida          | 5 de febrero | 22:00   |
| Universidad de Chile      | 0-0       | San Marcos de Arica  | Nacional            | 6 de febrero | 17:00   |
| Universidad de Concepción | 2-4       | Universidad Católica | Huachipato-CAP      | 6 de febrero | 19:30   |
| Cobresal                  | 2-3       | Palestino            | El Cobre            | 6 de febrero | 22:00   |
| Deportes Iquique          | 0-0       | Colo-Colo            | Tierra de Campeones | 7 de febrero | 17:00   |
| Unión Española            | 0-2       | Deportes Antofagasta | Santa Laura         | 7 de febrero | 19:30   |
| Unión La Calera           | 1-2       | Huachipato           | Lucio Fariña        | 8 de febrero | 20:00   |

| Fecha 5              | Fecha 5   | Fecha 5                   | Fecha 5                 | Fecha 5       | Fecha 5 |
| Local                | Resultado | Visita                    | Estadio                 | Fecha         | Hora    |
| -------------------- | --------- | ------------------------- | ----------------------- | ------------- | ------- |
| Universidad Católica | 4-2       | Unión Española            | San Carlos de Apoquindo | 12 de febrero | 19:30   |
| Palestino            | 2-1       | Universidad de Chile      | Nacional                | 13 de febrero | 17:00   |
| Cobresal             | 1-0       | Universidad de Concepción | El Cobre                | 13 de febrero | 19:30   |
| San Luis             | 3-1       | Deportes Iquique          | Lucio Fariña            | 13 de febrero | 22:00   |
| Colo-Colo            | 2-1       | Deportes Antofagasta      | Monumental              | 14 de febrero | 17:00   |
| Huachipato           | 3-2       | Santiago Wanderers        | Huachipato-CAP          | 14 de febrero | 19:30   |
| San Marcos de Arica  | 0-1       | O'Higgins                 | Carlos Dittborn         | 14 de febrero | 22:00   |
| Audax Italiano       | 0-0       | Unión La Calera           | La Florida              | 15 de febrero | 20:00   |

| Fecha 6                   | Fecha 6   | Fecha 6              | Fecha 6             | Fecha 6       | Fecha 6 |
| Local                     | Resultado | Visita               | Estadio             | Fecha         | Hora    |
| ------------------------- | --------- | -------------------- | ------------------- | ------------- | ------- |
| Santiago Wanderers        | 0-0       | Palestino            | Elías Figueroa      | 19 de febrero | 19:30   |
| O'Higgins                 | 4-3       | Universidad Católica | El Teniente         | 20 de febrero | 17:00   |
| Universidad de Chile      | 2-2       | Audax Italiano       | Nacional            | 20 de febrero | 19:30   |
| Unión Española            | 3-1       | San Luis             | Santa Laura         | 20 de febrero | 22:00   |
| Unión La Calera           | 0-1       | Colo-Colo            | La Portada          | 21 de febrero | 17:00   |
| Deportes Antofagasta      | 3-0       | Huachipato           | Calvo y Bascuñán    | 21 de febrero | 19:30   |
| Deportes Iquique          | 1-1       | Cobresal             | Tierra de Campeones | 21 de febrero | 22:00   |
| Universidad de Concepción | 2-1       | San Marcos de Arica  | Ester Roa           | 22 de febrero | 20:30   |

| Fecha 7                   | Fecha 7   | Fecha 7              | Fecha 7                 | Fecha 7       | Fecha 7 |
| Local                     | Resultado | Visita               | Estadio                 | Fecha         | Hora    |
| ------------------------- | --------- | -------------------- | ----------------------- | ------------- | ------- |
| Palestino                 | 2-2       | Deportes Iquique     | La Cisterna             | 26 de febrero | 18:00   |
| Universidad de Concepción | 3-1       | Unión Española       | Huachipato-CAP          | 26 de febrero | 20:30   |
| Colo-Colo                 | 2-0       | San Luis             | Monumental              | 27 de febrero | 18:00   |
| San Marcos de Arica       | 0-2       | Deportes Antofagasta | Carlos Dittborn         | 27 de febrero | 22:00   |
| Cobresal                  | 1-4       | Universidad de Chile | El Cobre                | 28 de febrero | 17:00   |
| Universidad Católica      | 2-2       | Huachipato           | San Carlos de Apoquindo | 28 de febrero | 19:30   |
| Audax Italiano            | 2-2       | O'Higgins            | La Florida              | 28 de febrero | 22:00   |
| Unión La Calera           | 3-3       | Santiago Wanderers   | Lucio Fariña            | 29 de febrero | 19:30   |

| Fecha 8              | Fecha 8   | Fecha 8                   | Fecha 8             | Fecha 8    | Fecha 8 |
| Local                | Resultado | Visita                    | Estadio             | Fecha      | Hora    |
| -------------------- | --------- | ------------------------- | ------------------- | ---------- | ------- |
| Deportes Antofagasta | 3-1       | Unión La Calera           | Calvo y Bascuñán    | 4 de marzo | 19:30   |
| San Luis             | 2-2       | Universidad de Concepción | Lucio Fariña        | 4 de marzo | 22:00   |
| Unión Española       | 0-0       | Universidad de Chile      | Santa Laura         | 5 de marzo | 17:00   |
| Huachipato           | 1-1       | San Marcos de Arica       | Huachipato-CAP      | 5 de marzo | 19:30   |
| Santiago Wanderers   | 3-1       | Cobresal                  | Elías Figueroa      | 5 de marzo | 22:00   |
| Colo-Colo            | 3-0       | Universidad Católica      | Monumental          | 6 de marzo | 17:00   |
| Deportes Iquique     | 1-1       | Audax Italiano            | Tierra de Campeones | 6 de marzo | 19:30   |
| O'Higgins            | 1-1       | Palestino                 | El Teniente         | 7 de marzo | 19:30   |

| Fecha 9              | Fecha 9   | Fecha 9                   | Fecha 9                 | Fecha 9     | Fecha 9 |
| Local                | Resultado | Visita                    | Estadio                 | Fecha       | Hora    |
| -------------------- | --------- | ------------------------- | ----------------------- | ----------- | ------- |
| Unión La Calera      | 2-1       | Unión Española            | Lucio Fariña            | 11 de marzo | 19:30   |
| Deportes Iquique     | 1-2       | Santiago Wanderers        | Tierra de Campeones     | 11 de marzo | 22:00   |
| Audax Italiano       | 0-1       | Cobresal                  | La Florida              | 12 de marzo | 17:30   |
| Universidad Católica | 2-1       | Deportes Antofagasta      | San Carlos de Apoquindo | 12 de marzo | 19:45   |
| Huachipato           | 0-1       | O'Higgins                 | Huachipato-CAP          | 12 de marzo | 22:00   |
| San Marcos de Arica  | 1-0       | Colo-Colo                 | Carlos Dittborn         | 13 de marzo | 17:00   |
| Universidad de Chile | 1-3       | Universidad de Concepción | Nacional                | 13 de marzo | 19:30   |
| Palestino            | 2-2       | San Luis                  | La Cisterna             | 14 de marzo | 18:00   |

| Fecha 10                  | Fecha 10  | Fecha 10             | Fecha 10         | Fecha 10    | Fecha 10 |
| Local                     | Resultado | Visita               | Estadio          | Fecha       | Hora     |
| ------------------------- | --------- | -------------------- | ---------------- | ----------- | -------- |
| O'Higgins                 | 0-0       | Unión Española       | El Teniente      | 18 de marzo | 20:30    |
| Palestino                 | 0-1       | Universidad Católica | Nacional         | 19 de marzo | 17:00    |
| Deportes Antofagasta      | 2-3       | Deportes Iquique     | Calvo y Bascuñán | 19 de marzo | 19:30    |
| Universidad de Concepción | 2-0       | Audax Italiano       | Ester Roa        | 19 de marzo | 22:00    |
| San Luis                  | 1-1       | San Marcos de Arica  | Lucio Fariña     | 20 de marzo | 17:00    |
| Cobresal                  | 0-0       | Unión La Calera      | El Cobre         | 20 de marzo | 22:00    |
| Santiago Wanderers        | 5-4       | Universidad de Chile | Elías Figueroa   | 2 de abril  | 12:30    |
| Colo-Colo                 | 1-1       | Huachipato           | Monumental       | 2 de abril  | 17:30    |

| Fecha 11             | Fecha 11  | Fecha 11                  | Fecha 11                | Fecha 11    | Fecha 11 |
| Local                | Resultado | Visita                    | Estadio                 | Fecha       | Hora     |
| -------------------- | --------- | ------------------------- | ----------------------- | ----------- | -------- |
| Universidad de Chile | 0-0       | Colo-Colo                 | Nacional                | 20 de marzo | 12:30    |
| Deportes Iquique     | 3-1       | Universidad de Concepción | Tierra de Campeones     | 2 de abril  | 15:00    |
| Unión La Calera      | 1-1       | Palestino                 | Lucio Fariña            | 2 de abril  | 20:00    |
| Deportes Antofagasta | 0-2       | O'Higgins                 | Calvo y Bascuñán        | 3 de abril  | 15:00    |
| Universidad Católica | 1-0       | Cobresal                  | San Carlos de Apoquindo | 3 de abril  | 20:00    |
| Unión Española       | 1-1       | San Marcos de Arica       | Santa Laura             | 4 de abril  | 19:30    |
| Huachipato           | 3-3       | San Luis                  | Huachipato-CAP          | 5 de abril  | 19:00    |
| Santiago Wanderers   | 2-2       | Audax Italiano            | Elías Figueroa          | 6 de abril  | 19:00    |

| Fecha 12                  | Fecha 12  | Fecha 12             | Fecha 12        | Fecha 12    | Fecha 12 |
| Local                     | Resultado | Visita               | Estadio         | Fecha       | Hora     |
| ------------------------- | --------- | -------------------- | --------------- | ----------- | -------- |
| Universidad de Chile      | 2-1       | Deportes Iquique     | Nacional        | 8 de abril  | 20:00    |
| Palestino                 | 0-2       | Deportes Antofagasta | La Cisterna     | 9 de abril  | 12:30    |
| Cobresal                  | 3-2       | Huachipato           | El Cobre        | 9 de abril  | 17:30    |
| O'Higgins                 | 3-0       | Colo-Colo            | El Teniente     | 10 de abril | 12:30    |
| San Luis                  | 3-1       | Unión La Calera      | Lucio Fariña    | 10 de abril | 14:45    |
| Audax Italiano            | 1-1       | Unión Española       | La Florida      | 10 de abril | 17:00    |
| San Marcos de Arica       | 3-2       | Universidad Católica | Carlos Dittborn | 10 de abril | 20:00    |
| Universidad de Concepción | 1-0       | Santiago Wanderers   | Ester Roa       | 11 de abril | 20:00    |

| Fecha 13             | Fecha 13  | Fecha 13                  | Fecha 13                | Fecha 13    | Fecha 13 |
| Local                | Resultado | Visita                    | Estadio                 | Fecha       | Hora     |
| -------------------- | --------- | ------------------------- | ----------------------- | ----------- | -------- |
| Deportes Antofagasta | 2-1       | Cobresal                  | Calvo y Bascuñán        | 16 de abril | 15:00    |
| Huachipato           | 0-3       | Audax Italiano            | Huachipato-CAP          | 16 de abril | 17:30    |
| Unión Española       | 2-2       | Santiago Wanderers        | Santa Laura             | 16 de abril | 20:00    |
| San Marcos de Arica  | 0-1       | Deportes Iquique          | Carlos Dittborn         | 17 de abril | 15:00    |
| Unión La Calera      | 1-2       | Universidad de Concepción | Lucio Fariña            | 17 de abril | 20:00    |
| Colo-Colo            | 1-3       | Palestino                 | Monumental              | 20 de abril | 18:30    |
| O'Higgins            | 4-3       | San Luis                  | El Teniente             | 20 de abril | 21:00    |
| Universidad Católica | 2-1       | Universidad de Chile      | San Carlos de Apoquindo | 23 de abril | 12:30    |

| Fecha 14                  | Fecha 14  | Fecha 14             | Fecha 14       | Fecha 14    | Fecha 14 |
| Local                     | Resultado | Visita               | Estadio        | Fecha       | Hora     |
| ------------------------- | --------- | -------------------- | -------------- | ----------- | -------- |
| Palestino                 | 1-1       | Huachipato           | La Cisterna    | 23 de abril | 15:00    |
| Deportes Iquique          | 2-3       | Unión Española       | Alto Hospicio  | 23 de abril | 17:15    |
| Audax Italiano            | 0-0       | San Marcos de Arica  | La Florida     | 23 de abril | 17:15    |
| Cobresal                  | 2-3       | O'Higgins            | El Cobre       | 24 de abril | 15:00    |
| Universidad de Concepción | 0-2       | Colo-Colo            | Ester Roa      | 24 de abril | 15:00    |
| Santiago Wanderers        | 1-1       | Deportes Antofagasta | Elías Figueroa | 24 de abril | 18:00    |
| Universidad de Chile      | 2-2       | Unión La Calera      | Nacional       | 26 de abril | 20:00    |
| San Luis                  | 1-0       | Universidad Católica | Lucio Fariña   | 26 de abril | 20:00    |

| Fecha 15                 | Fecha 15  | Fecha 15                  | Fecha 15                | Fecha 15    | Fecha 15 |
| Local                    | Resultado | Visita                    | Estadio                 | Fecha       | Hora     |
| ------------------------ | --------- | ------------------------- | ----------------------- | ----------- | -------- |
| Huachipato               | 4-2       | Universidad de Chile      | Huachipato-CAP          | 29 de abril | 18:30    |
| Unión La Calera          | 2-4       | Deportes Iquique          | Lucio Fariña            | 29 de abril | 18:30    |
| San Marcos de Arica      | 2-3       | Palestino                 | Carlos Dittborn         | 29 de abril | 21:00    |
| Unión Española           | 1-1       | Cobresal                  | Santa Laura             | 29 de abril | 21:00    |
| Deportes Antofagasta     | 1-1       | San Luis                  | Calvo y Bascuñán        | 29 de abril | 21:00    |
| O'Higgins                | 1-2       | Universidad de Concepción | El Teniente             | 30 de abril | 16:00    |
| Universidad Católica (C) | 2-1       | Audax Italiano            | San Carlos de Apoquindo | 30 de abril | 16:00    |
| Colo-Colo                | 2-1       | Santiago Wanderers        | Monumental              | 30 de abril | 16:00    |

## Campeón
| Huemul de plata                          |
| Campeón Universidad Católica 11.º título |

## Tabla acumulada 2015-16
La sumatoria de la temporada 2015-16, se usará para determinar los cupos para la Copa Sudamericana 2016 como "Chile 3" y como "Chile 4". Así también, el equipo con mejor puntaje final en la Tabla Acumulada 2015/16, obtendrá el derecho a disputar la Supercopa 2016, contra la Universidad de Chile que fue el campeón de la Copa Chile MTS 2015. Mientras que los 2 equipos, que se ubiquen en las posiciones 15.ª y 16.ª, de la Tabla Acumulada 2015/16, descenderán en forma automática a la Primera B para la temporada 2016-17 y serán reemplazados por Deportes Temuco, que fue el campeón por la tabla anual y el ganador de la final del reducido de la última categoría mencionada, que saldrá entre Everton (ganador del reducido de la primera rueda) y el ganador del reducido de la segunda rueda.
| Pos. | Equipo                    | Pts. | PJ | G  | E  | P  | GF | GC | Dif. |  |
| ---- | ------------------------- | ---- | -- | -- | -- | -- | -- | -- | ---- |  |
| 1    | Universidad Católica      | 61   | 30 | 19 | 4  | 7  | 66 | 40 | +26  |  |
| 2    | Colo-Colo                 | 61   | 30 | 19 | 4  | 7  | 43 | 25 | +18  |  |
| 3    | Palestino                 | 53   | 30 | 14 | 11 | 5  | 47 | 35 | +12  |  |
| 4    | Universidad de Concepción | 53   | 30 | 17 | 2  | 11 | 51 | 43 | +8   |  |
| 5    | O'Higgins                 | 51   | 30 | 15 | 6  | 9  | 51 | 47 | +4   |  |
| 6    | Santiago Wanderers        | 43   | 30 | 11 | 10 | 9  | 51 | 45 | +6   |  |
| 7    | Audax Italiano            | 42   | 30 | 10 | 12 | 8  | 38 | 38 | 0    |  |
| 8    | Unión Española            | 39   | 30 | 9  | 12 | 9  | 50 | 44 | +6   |  |
| 9    | Huachipato                | 35   | 30 | 8  | 11 | 11 | 42 | 48 | −6   |  |
| 10   | Deportes Iquique          | 35   | 30 | 8  | 11 | 11 | 43 | 50 | −7   |  |
| 11   | Universidad de Chile      | 33   | 30 | 7  | 12 | 11 | 53 | 55 | −2   |  |
| 12   | Deportes Antofagasta      | 32   | 30 | 8  | 8  | 14 | 34 | 41 | −7   |  |
| 13   | Cobresal                  | 32   | 30 | 9  | 5  | 16 | 37 | 49 | −12  |  |
| 14   | San Luis de Quillota      | 29   | 30 | 7  | 8  | 15 | 40 | 49 | −9   |  |
| 15   | San Marcos de Arica (D)   | 29   | 30 | 7  | 8  | 15 | 28 | 37 | −9   |  |
| 16   | Unión La Calera (D)       | 26   | 30 | 6  | 8  | 16 | 29 | 57 | −28  |  |

Actualizado a los partidos jugados el 30 de abril de 2016.
 Fuente: [cita requerida]
     Disputará la Supercopa 2016, por ser el campeón con mayor puntaje en la tabla acumulada, frente al campeón de la Copa Chile 2015.
     Clasifica a la Copa Sudamericana.
     Desciende a la Primera B.

## Evolución de la tabla acumulada
| Equipo / Fecha            | 01 | 02 | 03 | 04 | 05 | 06 | 07 | 08 | 09 | 10 | 11 | 12 | 13 | 14 | 15 | 16 | 17 | 18 | 19 | 20 | 21 | 22 | 23 | 24 | 25 | 26 | 27 | 28 | 29 | 30 |
| ------------------------- | -- | -- | -- | -- | -- | -- | -- | -- | -- | -- | -- | -- | -- | -- | -- | -- | -- | -- | -- | -- | -- | -- | -- | -- | -- | -- | -- | -- | -- | -- |
| Universidad Católica      | 1  | 3  | 3  | 2  | 4  | 2  | 2  | 2  | 3  | 2  | 2  | 2  | 2  | 2  | 2  | 2  | 2  | 2  | 1  | 1  | 2  | 2  | 2  | 2  | 2  | 1  | 1  | 1  | 1  | 1  |
| Colo-Colo                 | 3  | 2  | 2  | 1  | 1  | 1  | 1  | 1  | 2  | 1  | 1  | 1  | 1  | 1  | 1  | 1  | 1  | 1  | 2  | 2  | 1  | 1  | 1  | 1  | 1  | 2  | 2  | 2  | 2  | 2  |
| Palestino                 | 5  | 5  | 9  | 6  | 6  | 4  | 4  | 4  | 4  | 6  | 6  | 4  | 4  | 4  | 4  | 3  | 3  | 3  | 3  | 3  | 3  | 3  | 3  | 3  | 3  | 3  | 4  | 4  | 4  | 3  |
| Universidad de Concepción | 2  | 1  | 1  | 3  | 2  | 3  | 3  | 3  | 1  | 3  | 3  | 3  | 3  | 3  | 3  | 4  | 4  | 4  | 5  | 5  | 4  | 4  | 4  | 4  | 4  | 4  | 3  | 3  | 5  | 4  |
| O'Higgins                 | 14 | 11 | 7  | 5  | 3  | 6  | 5  | 7  | 6  | 4  | 4  | 5  | 7  | 6  | 7  | 5  | 7  | 7  | 8  | 6  | 6  | 6  | 6  | 5  | 6  | 5  | 5  | 5  | 3  | 5  |
| Santiago Wanderers        | 9  | 6  | 6  | 8  | 7  | 9  | 7  | 10 | 10 | 8  | 8  | 9  | 9  | 8  | 8  | 8  | 8  | 8  | 6  | 7  | 8  | 7  | 7  | 6  | 5  | 6  | 6  | 6  | 6  | 6  |
| Audax Italiano            | 8  | 12 | 12 | 13 | 9  | 8  | 10 | 8  | 7  | 5  | 5  | 6  | 6  | 7  | 5  | 6  | 6  | 5  | 4  | 4  | 5  | 5  | 5  | 7  | 7  | 7  | 7  | 7  | 7  | 7  |
| Unión Española            | 13 | 14 | 14 | 11 | 8  | 5  | 8  | 9  | 8  | 9  | 9  | 7  | 5  | 5  | 6  | 7  | 5  | 6  | 7  | 8  | 7  | 8  | 8  | 8  | 8  | 8  | 8  | 8  | 8  | 8  |
| Huachipato                | 16 | 8  | 10 | 9  | 11 | 10 | 11 | 12 | 12 | 12 | 12 | 10 | 10 | 10 | 12 | 9  | 10 | 10 | 9  | 9  | 9  | 9  | 9  | 9  | 10 | 9  | 10 | 11 | 10 | 9  |
| Deportes Iquique          | 15 | 16 | 16 | 16 | 14 | 13 | 13 | 14 | 13 | 13 | 13 | 12 | 12 | 12 | 13 | 13 | 13 | 12 | 12 | 12 | 12 | 12 | 13 | 14 | 12 | 11 | 12 | 10 | 11 | 10 |
| Universidad de Chile      | 10 | 9  | 5  | 4  | 5  | 7  | 6  | 6  | 9  | 10 | 10 | 11 | 13 | 13 | 11 | 11 | 9  | 9  | 10 | 10 | 10 | 10 | 10 | 10 | 9  | 10 | 9  | 9  | 9  | 11 |
| Deportes Antofagasta      | 6  | 13 | 13 | 14 | 15 | 15 | 15 | 15 | 15 | 16 | 16 | 16 | 16 | 16 | 16 | 16 | 16 | 16 | 16 | 16 | 16 | 13 | 11 | 12 | 13 | 15 | 14 | 13 | 12 | 12 |
| Cobresal                  | 11 | 4  | 4  | 7  | 10 | 12 | 12 | 11 | 11 | 11 | 11 | 13 | 11 | 11 | 9  | 10 | 11 | 11 | 11 | 11 | 11 | 11 | 12 | 11 | 11 | 12 | 11 | 12 | 13 | 13 |
| San Luis de Quillota      | 12 | 15 | 15 | 15 | 16 | 16 | 16 | 16 | 16 | 14 | 15 | 14 | 14 | 15 | 15 | 15 | 14 | 15 | 15 | 15 | 15 | 16 | 16 | 16 | 16 | 16 | 15 | 15 | 15 | 14 |
| San Marcos de Arica       | 7  | 10 | 8  | 10 | 12 | 11 | 9  | 5  | 5  | 7  | 7  | 8  | 8  | 9  | 10 | 12 | 12 | 13 | 13 | 13 | 13 | 15 | 14 | 13 | 14 | 13 | 13 | 14 | 14 | 15 |
| Unión La Calera           | 4  | 7  | 11 | 12 | 13 | 14 | 14 | 13 | 14 | 15 | 14 | 15 | 15 | 14 | 14 | 14 | 15 | 14 | 14 | 14 | 14 | 14 | 15 | 15 | 15 | 14 | 16 | 16 | 16 | 16 |

## Liguilla Pre-Sudamericana Clausura 2016
- Este "Mini-campeonato" o Post Temporada cuenta con la participación de 4 equipos, los cuales disputarán partidos de ida y vuelta, para definir al equipo que obtendrá el cupo de "Chile 2".
- Cobresal y Colo-Colo quedan inhabilitados de participar en la Copa Sudamericana 2016, por su participación en la Copa Libertadores de América 2016. Según el Artículo 90 de las Bases del Campeonato, ningún club podrá participar en los dos torneos internacionales en un mismo año calendario, con la excepción del campeón de la Copa Chile MTS.[1] Por esta razón, Universidad de Chile podría clasificar a la Copa Sudamericana 2016, por mayor puntaje en la Tabla Acumulada 2015-16 o si gana la Liguilla Pre-Sudamericana Clausura 2016.[2]

### Cuadro Principal
|  | Semifinal            | Semifinal            | Semifinal          | Semifinal | Semifinal |   |           | Final     | Final | Final | Final | Final |
|  |                      |                      |                    |           |           |   |           |           |       |       |       |       |
|  | O'Higgins            | O'Higgins            | 3                  | 0         | 3         |   |           |           |       |       |       |       |
|  | Deportes Iquique     | Deportes Iquique     | 1                  | 1         | 2         |   |           |           |       |       |       |       |
|  |                      |                      |                    |           |           |   | O'Higgins | O'Higgins | 0     | 1     | 1     |       |
|  |                      | Santiago Wanderers   | Santiago Wanderers | 0         | 0         | 0 |           |           |       |       |       |       |
|  | Santiago Wanderers   | Santiago Wanderers   | 0                  | 0         | 0(4)      |   |           |           |       |       |       |       |
|  | Deportes Antofagasta | Deportes Antofagasta | 0                  | 0         | 0(3)      |   |           |           |       |       |       |       |

- Nota: En cada llave, el equipo de peor ubicación en la tabla, es el que ejerce la localía en el partido de ida.

### Semifinales
| Ida                                  | Ida                  | Ida       | Ida                | Ida | Ida                 | Ida             | Ida       | Ida   | Ida                  | Ida | Ida |
|                                      | Local                | Resultado | Visitante          |     | Estadio             | Árbitro         | Fecha     | Hora  | TV                   |     |     |
| ------------------------------------ | -------------------- | --------- | ------------------ | --- | ------------------- | --------------- | --------- | ----- | -------------------- | --- | --- |
|                                      | Deportes Antofagasta | 0 - 0     | Santiago Wanderers |     | Calvo y Bascuñán    | Cristián Andaur | 4 de mayo | 19:30 | CDF Premium · CDF HD |     |     |
|                                      | Deportes Iquique     | 1 - 3     | O'Higgins          |     | Tierra de Campeones | Carlos Ulloa    | 4 de mayo | 22:00 | CDF Premium · CDF HD |     |     |
| Computadores y dispositivos móviles: |                      |           |                    |     |                     |                 |           |       |                      |     |     |

| Vuelta                               | Vuelta             | Vuelta    | Vuelta               | Vuelta | Vuelta                 | Vuelta         | Vuelta    | Vuelta | Vuelta               | Vuelta | Vuelta |
|                                      | Local              | Resultado | Visitante            |        | Estadio                | Árbitro        | Fecha     | Hora   | TV                   |        |        |
| ------------------------------------ | ------------------ | --------- | -------------------- | ------ | ---------------------- | -------------- | --------- | ------ | -------------------- | ------ | ------ |
|                                      | Santiago Wanderers | 0 - 0     | Deportes Antofagasta |        | Elías Figueroa Brander | Patricio Polic | 8 de mayo | 16:00  | CDF Premium · CDF HD |        |        |
|                                      | O'Higgins          | 0 - 1     | Deportes Iquique     |        | El Teniente            | Eduardo Gamboa | 8 de mayo | 19:00  | CDF Premium · CDF HD |        |        |
| Computadores y dispositivos móviles: |                    |           |                      |        |                        |                |           |        |                      |        |        |

### Final
| Ida                                  | Ida                | Ida       | Ida       | Ida | Ida                    | Ida          | Ida        | Ida   | Ida                  | Ida | Ida |
|                                      | Local              | Resultado | Visitante |     | Estadio                | Árbitro      | Fecha      | Hora  | TV                   |     |     |
| ------------------------------------ | ------------------ | --------- | --------- | --- | ---------------------- | ------------ | ---------- | ----- | -------------------- | --- | --- |
|                                      | Santiago Wanderers | 0 - 0     | O'Higgins |     | Elías Figueroa Brander | Claudio Puga | 11 de mayo | 20:00 | CDF Premium · CDF HD |     |     |
| Computadores y dispositivos móviles: |                    |           |           |     |                        |              |            |       |                      |     |     |

| Vuelta                               | Vuelta    | Vuelta    | Vuelta             | Vuelta | Vuelta      | Vuelta         | Vuelta     | Vuelta | Vuelta               | Vuelta | Vuelta |
|                                      | Local     | Resultado | Visitante          |        | Estadio     | Árbitro        | Fecha      | Hora   | TV                   |        |        |
| ------------------------------------ | --------- | --------- | ------------------ | ------ | ----------- | -------------- | ---------- | ------ | -------------------- | ------ | ------ |
|                                      | O'Higgins | 1 - 0     | Santiago Wanderers |        | El Teniente | Julio Bascuñán | 15 de mayo | 16:00  | CDF Premium · CDF HD |        |        |
| Computadores y dispositivos móviles: |           |           |                    |        |             |                |            |        |                      |        |        |

## Copa Libertadores
| Equipo               | Clasificado | Vía            |
| -------------------- | ----------- | -------------- |
| Universidad Católica | Chile 1     | 1.º de la Liga |

## Copa Sudamericana
| Equipo                    | Clasificado | Vía                                            |
| ------------------------- | ----------- | ---------------------------------------------- |
| O'Higgins                 | Chile 2     | Ganador Liguilla Pre-Sudamericana 2016         |
| Palestino                 | Chile 3     | Mejor equipo ubicado en la tabla acumulada     |
| Universidad de Concepción | Chile 4     | 2.º mejor equipo ubicado en la tabla acumulada |

## Estadísticas

### Goleadores
Fecha de actualización: 30 de abril 
| Top 10              | Top 10               | Top 10 |
| Jugadores           | Equipo               | Goles  |
| ------------------- | -------------------- | ------ |
| Nicolás Castillo    | Universidad Católica | 11     |
| Diego Churín        | Unión Española       | 9      |
| Gastón Lezcano      | O'Higgins            | 8      |
| Ronnie Fernández    | Santiago Wanderers   | 8      |
| Flavio Ciampichetti | Deportes Antofagasta | 7      |
| Rómulo Otero        | Huachipato           | 7      |
| Luciano Vázquez     | Huachipato           | 7      |
| Pablo Calandria     | O'Higgins            | 7      |
| Enzo Gutiérrez      | Palestino            | 7      |
| Carlos Muñoz        | Santiago Wanderers   | 7      |

| Tabla de goleadores completa | Tabla de goleadores completa | Tabla de goleadores completa |
| Jugador                      | Equipo                       | Goles                        |
| ---------------------------- | ---------------------------- | ---------------------------- |
| Felipe Mora                  | Audax Italiano               | 6                            |
| Juan Muriel Orlando          | Deportes Antofagasta         | 5                            |
| Gonzalo Bustamante           | Deportes Iquique             | 5                            |
| Mathias Riquero              | Deportes Iquique             | 5                            |
| Manuel Villalobos            | Deportes Iquique             | 5                            |
| Carlos Escobar               | San Luis de Quillota         | 5                            |
| David Llanos                 | Universidad Católica         | 5                            |
| Gabriel Vargas               | Universidad de Concepción    | 5                            |
| Iván Sandoval                | Cobresal                     | 4                            |
| Martín Tonso                 | Colo-Colo                    | 4                            |
| Hugo Droguett                | Deportes Antofagasta         | 4                            |
| Michael Ríos                 | Deportes Iquique             | 4                            |
| Jaime Grondona               | San Luis de Quillota         | 4                            |
| Gastón Sirino                | San Luis de Quillota         | 4                            |
| Roberto Cereceda             | Unión La Calera              | 4                            |
| José Pedro Fuenzalida        | Universidad Católica         | 4                            |
| Sebastián Ubilla             | Universidad de Chile         | 4                            |
| Fernando Manríquez           | Universidad de Concepción    | 4                            |
| Carlos Oyaneder              | Cobresal                     | 3                            |
| Gonzalo Fierro               | Colo-Colo                    | 3                            |
| Juan Ignacio Duma            | Huachipato                   | 3                            |
| Nicolás Maturana             | Palestino                    | 3                            |
| Alejandro Fiorina            | San Luis de Quillota         | 3                            |
| Álvaro Ramos                 | Santiago Wanderers           | 3                            |
| Matías Arrúa                 | Unión La Calera              | 3                            |
| Ezequiel Michelli            | Unión La Calera              | 3                            |
| Christian Bravo              | Universidad Católica         | 3                            |
| Jeisson Vargas               | Universidad Católica         | 3                            |
| Gustavo Canales              | Universidad de Chile         | 3                            |
| Gustavo Lorenzetti           | Universidad de Chile         | 3                            |
| Mathías Corujo               | Universidad de Chile         | 3                            |
| Patricio Rubio               | Universidad de Chile         | 3                            |
| Jean Meneses                 | Universidad de Concepción    | 3                            |
| Diego Valdés                 | Audax Italiano               | 2                            |
| Leandro Benegas              | Audax Italiano               | 2                            |
| Víctor Hugo Sarabia          | Cobresal                     | 2                            |
| Juan Delgado                 | Colo-Colo                    | 2                            |
| Esteban Paredes              | Colo-Colo                    | 2                            |
| Jaime Valdés                 | Colo-Colo                    | 2                            |
| Marcos Bolados               | Deportes Antofagasta         | 2                            |
| Sebastián Leyton             | Deportes Antofagasta         | 2                            |
| Misael Cubillos              | Deportes Iquique             | 2                            |
| Alfonso Parot                | Huachipato                   | 2                            |
| Valber Huerta                | Huachipato                   | 2                            |
| Cristian Insaurralde         | O'Higgins                    | 2                            |
| Ramón Fernández              | O'Higgins                    | 2                            |
| Jonathan Cisternas           | Palestino                    | 2                            |
| César Cortés                 | Palestino                    | 2                            |
| Fernando Meza                | Palestino                    | 2                            |
| Marcos Riquelme              | Palestino                    | 2                            |
| Alexi Gómez                  | San Luis de Quillota         | 2                            |
| Nicolás Ferreya              | San Marcos de Arica          | 2                            |
| Carlos González              | San Marcos de Arica          | 2                            |
| Nicolás Orellana             | San Marcos de Arica          | 2                            |
| Manuel Bravo                 | Santiago Wanderers           | 2                            |
| Mauricio Prieto              | Santiago Wanderers           | 2                            |
| Paulo Rosales                | Santiago Wanderers           | 2                            |
| Roberto Saldías              | Santiago Wanderers           | 2                            |
| Kevin Harbottle              | Unión Española               | 2                            |
| Sergio López                 | Unión Española               | 2                            |
| Cesar Pinares                | Unión Española               | 2                            |
| Carlos Salom                 | Unión Española               | 2                            |
| Diego Oyarzún                | Unión La Calera              | 2                            |
| Carlos Espinosa              | Universidad Católica         | 2                            |
| Diego Rojas                  | Universidad Católica         | 2                            |
| Johnny Herrera               | Universidad de Chile         | 2                            |
| Matías Rodríguez             | Universidad de Chile         | 2                            |
| Bryan Taiva                  | Universidad de Chile         | 2                            |
| Leonardo Valencia            | Universidad de Chile         | 2                            |
| Alejandro Camargo            | Universidad de Concepción    | 2                            |
| Renato González              | Universidad de Concepción    | 2                            |
| José Huentelaf               | Universidad de Concepción    | 2                            |
| Matías Campos Toro           | Audax Italiano               | 1                            |
| David Drocco                 | Audax Italiano               | 1                            |
| Javier Elizondo              | Audax Italiano               | 1                            |
| Sergio Santos                | Audax Italiano               | 1                            |
| Sebastián Silva              | Audax Italiano               | 1                            |
| Diego Vallejos               | Audax Italiano               | 1                            |
| Johan Fuentes                | Cobresal                     | 1                            |
| Javier Grbec                 | Cobresal                     | 1                            |
| Lino Maldonado               | Cobresal                     | 1                            |
| Luis Valenzuela              | Cobresal                     | 1                            |
| Aaron Villagra               | Cobresal                     | 1                            |
| Jean Beausejour              | Colo-Colo                    | 1                            |
| Bryan Carvallo               | Colo-Colo                    | 1                            |
| Luis Pedro Figueroa          | Colo-Colo                    | 1                            |
| Martín Rodríguez             | Colo-Colo                    | 1                            |
| Andrés Vilches               | Colo-Colo                    | 1                            |
| Matías Zaldivia              | Colo-Colo                    | 1                            |
| Juan Gonzalo Lorca           | Deportes Antofagasta         | 1                            |
| Francisco Sánchez            | Deportes Antofagasta         | 1                            |
| Francisco Bahamondes         | Deportes Iquique             | 1                            |
| Diego Torres                 | Deportes Iquique             | 1                            |
| José Bizama                  | Huachipato                   | 1                            |
| John Santander               | Huachipato                   | 1                            |
| Claudio Sepúlveda            | Huachipato                   | 1                            |
| Lucas Simón                  | Huachipato                   | 1                            |
| Brayan Véjar                 | Huachipato                   | 1                            |
| Albert Acevedo               | O'Higgins                    | 1                            |
| Iván Bulos                   | O'Higgins                    | 1                            |
| Juan Fuentes                 | O'Higgins                    | 1                            |
| Braulio Leal                 | O'Higgins                    | 1                            |
| Alejandro Márquez            | O'Higgins                    | 1                            |
| Pedro Muñoz                  | O'Higgins                    | 1                            |
| Leandro Sosa                 | O'Higgins                    | 1                            |
| Felipe Campos                | Palestino                    | 1                            |
| Agustín Farías               | Palestino                    | 1                            |
| Richard Paredes              | Palestino                    | 1                            |
| Bayron Saavedra              | Palestino                    | 1                            |
| Jonathan Zacaría             | Palestino                    | 1                            |
| Arnaldo González             | San Luis de Quillota         | 1                            |
| Pablo Magnín                 | San Luis de Quillota         | 1                            |
| Federico Martorell           | San Luis de Quillota         | 1                            |
| Augusto Barrios              | San Marcos de Arica          | 1                            |
| Luis Casanova                | San Marcos de Arica          | 1                            |
| Matías Defederico            | San Marcos de Arica          | 1                            |
| Sebastián Méndez             | San Marcos de Arica          | 1                            |
| Adrián Cuadra                | Santiago Wanderers           | 1                            |
| Matías Fernández             | Santiago Wanderers           | 1                            |
| Ezequiel Luna                | Santiago Wanderers           | 1                            |
| Yerko Muñoz                  | Santiago Wanderers           | 1                            |
| Agustín Parra                | Santiago Wanderers           | 1                            |
| Jorge Ampuero                | Unión Española               | 1                            |
| Nicolás Berardo              | Unión Española               | 1                            |
| Milovan Mirosevic            | Unión Española               | 1                            |
| Hugo Bascuñán                | Unión La Calera              | 1                            |
| Matías Castro                | Unión La Calera              | 1                            |
| Mirko Serrano                | Unión La Calera              | 1                            |
| Patricio Vidal               | Unión La Calera              | 1                            |
| Jaime Carreño                | Universidad Católica         | 1                            |
| Fernando Cordero             | Universidad Católica         | 1                            |
| Fabián Carmona               | Universidad de Chile         | 1                            |
| Yerko Leiva                  | Universidad de Chile         | 1                            |
| Matías Parada                | Universidad de Chile         | 1                            |
| Cristián Suárez              | Universidad de Chile         | 1                            |
| Matías Conti                 | Universidad de Concepción    | 1                            |
| Felipe Fritz                 | Universidad de Concepción    | 1                            |
| Michael Lepe                 | Universidad de Concepción    | 1                            |

     Máximo goleador del campeonato.

### Autogoles
| Nicolás Ortíz                             | Unión La Calera para O'Higgins                      | 1 |
| Roberto Cereceda                          | Unión La Calera para Universidad Católica           | 1 |
| Dagoberto Currimilla                      | Unión Española para San Luis de Quillota            | 1 |
| Johnny Herrera                            | Universidad de Chile para Universidad de Concepción | 1 |
| Carlos Escobar                            | San Luis de Quillota para Palestino                 | 1 |
| Tomás Charles                             | Deportes Iquique para Universidad de Chile          | 1 |
| Brayams Viveros                           | San Luis de Quillota para O'Higgins                 | 1 |
| Paulo Rosales                             | Santiago Wanderers para Antofagasta                 | 1 |
| Última actualización: 24 de abril de 2016 |                                                     |   |

### Tripletas, pókers o manos
Aquí se encuentra la lista de tripletas o hat-tricks, póker de goles y manos (en general, tres o más goles anotados por un jugador en un mismo encuentro) convertidos en la temporada.
| Fecha     | Jugador            | Goles             | Local                | Resultado | Visitante            | Jornada |
| --------- | ------------------ | ----------------- | -------------------- | --------- | -------------------- | ------- |
| 24/1/2016 | Gustavo Lorenzetti | 48' · 52' · 90+1' | Universidad de Chile | 8 - 1     | O'Higgins            | 2       |
| 31/1/2016 | Nicolás Castillo   | 20' · 59' · 66'   | Universidad Católica | 4 - 2     | Santiago Wanderers   | 3       |
| 2/4/2016  | Carlos Muñoz       | 46' · 51' · 60'   | Santiago Wanderers   | 5 - 4     | Universidad de Chile | 10      |

## Datos y otras estadísticas

### Récords de goles
- Primer gol del torneo: anotado por Pablo Calandria de penal, por O'Higgins ante Unión La Calera. (15 de enero).
- Último gol del torneo: anotado por Juan Delgado Baeza por Colo-Colo ante Santiago Wanderers. (30 de abril).
- Gol más rápido: anotado en el minuto 1 por Gastón Lezcano en el Santiago Wanderers 3 - 1 O'Higgins. (Fecha 4).
- Gol más cercano al final del encuentro: anotado en el minuto 95 por Nicolás Castillo en el O'Higgins 4 - 3 Universidad Católica. (Fecha 6).
- Mayor número de goles marcados en un partido: 9 goles.
  - Universidad de Chile 8 - 1 O'Higgins. (Fecha 2).
  - Santiago Wanderers 5 - 4 Universidad de Chile. (Fecha 10).
- Mayor victoria de local:
  - Universidad de Chile 8 - 1 O'Higgins. (Fecha 2).
- Mayor victoria de visita:
  - Unión La Calera 1 - 4 Universidad Católica. (Fecha 2).
  - Cobresal 1 - 4 Universidad de Chile. (Fecha 7).

### Rachas de equipos
- Racha más larga de victorias: de 4 partidos.
  - Universidad Católica (Fecha 2 – 5).
  - Colo-Colo (Fecha 5 – 8).
  - O'Higgins (Fecha 11 – 14).
- Racha más larga de partidos sin perder: de 10 partidos.
  - O'Higgins (Fecha 5 – 14).
- Racha más larga de derrotas: de 3 partidos.
  - Universidad de Concepción (Fecha 3 – 5).
  - San Marcos de Arica (Fecha 5 – 7).
  - Deportes Antofagasta (Fecha 9 – 11).
- Racha más larga de partidos sin ganar: de 9 partidos.
  - Deportes Iquique (Fecha 1 – 9).
  - Huachipato (Fecha 6 – 14).

## Minutos jugados por juveniles
- El reglamento del Campeonato Nacional Primera División Temporada 2015-2016, señala en su artículo 34 inciso 3, que “en todos los partidos del campeonato, deberán incluir en la planilla de juego, a lo menos dos jugadores chilenos, nacidos a partir del 01 de julio de 1995”. Está obligación, también se extiende a la Copa Chile y a los torneos de la Primera B y la Segunda División Profesional.

- En la sumatoria de todos los partidos del campeonato nacional, separado el Apertura y Clausura, cada club deberá hacer jugar a lo menos, el equivalente al cincuenta por ciento (50%), de los minutos que dispute el club en el respectivo campeonato, sean estos de fase regular o postemporada a jugadores chilenos, nacidos a partir del 1 de julio de 1995. Para los efectos de la sumatoria, el límite a contabilizar por partido será de 90 minutos, según lo que consigne el árbitro en su planilla de juego”, apunta el reglamento. O sea, durante 675 minutos del certamen, los DT deberán tener en cancha a un juvenil.
- Los equipos que no cumplan con esta normativa, sufrirán la pérdida de tres puntos, más una multa de quinientas unidades de fomento (500UF), las cuales se descontarán tanto de la tabla de la fase regular, como en la tabla general acumulada.

| Audax Italiano                           | 675 | 901  | 0 | 134% |
| Cobresal                                 | 675 | 707  | 0 | 105% |
| Colo-Colo                                | 675 | 934  | 0 | 138% |
| Deportes Antofagasta                     | 675 | 1044 | 0 | 155% |
| Deportes Iquique                         | 675 | 870  | 0 | 129% |
| Huachipato                               | 675 | 1230 | 0 | 182% |
| O'Higgins                                | 675 | 965  | 0 | 143% |
| Palestino                                | 675 | 682  | 0 | 101% |
| San Luis de Quillota                     | 675 | 757  | 0 | 112% |
| San Marcos de Arica                      | 675 | 1126 | 0 | 167% |
| Santiago Wanderers                       | 675 | 1321 | 0 | 196% |
| Unión Española                           | 675 | 1151 | 0 | 171% |
| Unión La Calera                          | 675 | 1075 | 0 | 159% |
| Universidad Católica                     | 675 | 1253 | 0 | 186% |
| Universidad de Chile                     | 675 | 835  | 0 | 124% |
| Universidad de Concepción                | 675 | 724  | 0 | 107% |
| Última actualización: 3 de mayo del 2016 |     |      |   |      |

     Minutos cumplidos.
     Minutos no cumplidos. Incurre en la pérdida de 3 puntos, más una multa de 500 UF.

## Asistencia en los estadios

### 20 partidos con mejor asistencia
| Fecha | Estadio                          | Ciudad                | Local                     | Visita                    | Público |
| ----- | -------------------------------- | --------------------- | ------------------------- | ------------------------- | ------- |
| 11    | Nacional Julio Martínez Pradanos | Ñuñoa (Santiago)      | Universidad de Chile      | Colo-Colo                 | 31.023  |
| 8     | Monumental                       | Macul (Santiago)      | Colo-Colo                 | Universidad Católica      | 25.674  |
| 12    | Nacional Julio Martínez Pradanos | Ñuñoa (Santiago)      | Universidad de Chile      | Deportes Iquique          | 25.133  |
| 2     | Nacional Julio Martínez Pradanos | Ñuñoa (Santiago)      | Universidad de Chile      | O'Higgins                 | 23.296  |
| 6     | Nacional Julio Martínez Pradanos | Ñuñoa (Santiago)      | Universidad de Chile      | Audax Italiano            | 19.469  |
| 9     | Nacional Julio Martínez Pradanos | Ñuñoa (Santiago)      | Universidad de Chile      | Universidad de Concepción | 16.077  |
| 5     | Monumental                       | Macul (Santiago)      | Colo-Colo                 | Deportes Antofagasta      | 15.263  |
| 15    | San Carlos de Apoquindo          | Las Condes (Santiago) | Universidad Católica      | Audax Italiano            | 14.118  |
| 13    | Monumental                       | Macul (Santiago)      | Colo-Colo                 | Palestino                 | 13.981  |
| 15    | El Teniente                      | Rancagua              | O'Higgins                 | Universidad de Concepción | 13.160  |
| 14    | Ester Roa Rebolledo              | Concepción            | Universidad de Concepción | Colo-Colo                 | 12.962  |
| 15    | Monumental                       | Macul (Santiago)      | Colo-Colo                 | Santiago Wanderers        | 12.411  |
| 4     | Nacional Julio Martínez Pradanos | Ñuñoa (Santiago)      | Universidad de Chile      | San Marcos de Arica       | 12.244  |
| 10    | Monumental                       | Macul (Santiago)      | Colo-Colo                 | Huachipato                | 12.215  |
| 3     | Monumental                       | Macul (Santiago)      | Colo-Colo                 | Cobresal                  | 11.932  |
| 14    | Nacional Julio Martínez Pradanos | Ñuñoa (Santiago)      | Universidad de Chile      | Unión La Calera           | 10.602  |
| 12    | El Teniente                      | Rancagua              | O'Higgins                 | Colo-Colo                 | 10.415  |
| 7     | Monumental                       | Macul (Santiago)      | Colo-Colo                 | San Luis de Quillota      | 10.285  |
| 13    | San Carlos de Apoquindo          | Las Condes (Santiago) | Universidad Católica      | Universidad de Chile      | 10.207  |
| 1     | Monumental                       | Macul (Santiago)      | Colo-Colo                 | Unión Española            | 10.128  |